# Богуславский, Вениамин Моисеевич
Вениами́н Моисе́евич Богусла́вский (7 июня 1908, Кривой Рог, Херсонская губерния — 2003) — советский и российский философ, специалист по истории философии, логике и теории познания. Один из авторов «Атеистического словаря». Доктор философских наук, профессор. Ветеран Великой Отечественной войны. 

## Биография
Родился 7 июня 1908 года в Кривом Роге.
Окончил Московский плановый институт Госплана имени Г. М. Кржижановского при СНК СССР и работал экономистом.
В 1941 году в МИФЛИ защитил диссертацию на соискание учёной степени кандидата философских наук по теме «Скептицизм Монтеня».
Преподавал философию и историю философии в МГПИ имени В. П. Потёмкина, в МГПИ имени В. И. Ленина и Московском институте народного хозяйства имени Г. В. Плеханова.
В 1966 году в Тбилисском государственном университете защитил диссертацию на соискание учёной степени доктора философских наук по теме «У истоков французского материализма и атеизма: (Монтень, его единомышленники в VI в., его фальсификаторы в XX в.)».
С 1971 года — старший научный сотрудник и профессор сектора истории зарубежной философии Института философии АН СССР.

## Научная деятельность
Автор работ, посвящённых философским воззрениям Жака Валле, Рене Декарта, Эразма Роттердамского, Блеза Паскаля. В его трудах по вопросам теории познания высказана мысль о необходимости соблюдать во всяком правильном мышлении простейшие законы формальной логики, а также суждения о неправомерности противопоставления диалектики и формальной логики. Он исследовал соотношение субъективной и объективной диалектики, в том числе соотношение между объектом мысли, словом, выражающим понятие об объекте, и самим объектом. Использовал богатый историко-философский материал при изучении феномена скептицизма и исходя из этого делал вывод о связи прогресса науки и скептицизма. В своих работах он показал, что и в древности, и в Средние века, и в эпоху Возрождения все мыслители, которых можно отнести к скептиками, делали всё, чтобы разрушить предрассудки и опровергнуть догматизм.

## Научные труды

### Монографии
- Богулавский В. М. Слово и понятие. М., 1957
- Богулавский В. М. К вопросу о неразрывной связи языка и мышления. М., 1957
- Богулавский В. М. Формы движения мышления. М., 1959
- Богулавский В. М. Объективное и субъективное в диалектике мышления. М., 1960
- Богулавский В. М. У истоков французского атеизма и материализма: (Скептицизм французского Возрождения и его буржуазные фальсификаторы). — М.:Мысль, 1964. — 254 с.
- Богулавский В. М. Скептицизм Возрождения и диалектика. М., 1965
- Богуславский В. М., Ракитов А. И., Карпушин В. А. Популярные чтения по философии / Под общ. ред. д-ра филос. наук В. А. Карпушина. — М.: Политиздат, 1973. — 352 с.
- Богулавский В. М. Ламетри. — М.:Мысль, 1977. — 159 с. — (Мыслители прошлого).
- Богулавский В. М. Этьенн Бонно де Кондильяк. — М.: Мысль, 1984. — 190 с. — (Мыслители прошлого)
- Богулавский В. М. Скептицизм в философии / Отв. ред. З. А. Каменский; АН СССР, Ин-т философии. — М.: Наука, 1990. — 270 с. ISBN 5-02-008051-9
- Богулавский В. М. Пьер Бейль. — М.: ИФ РАН, 1995. — 181 с. ISBN 5-201-01866-1
- Богулавский В. М. Франциско Санчез — французский предшественник Френсиса Бэкона. — М.: ИФ РАН, 2001. — 134 с. ISBN 5-201-02067-4

### Учебники и учебные пособия
на русском языке
- Богулавский В. М. Задачи по логике/ В. М. Богуславский канд. философ. наук ; Кафедра философии Моск. гор. пед. ин-та им. В. П. Потёмкина.  — М.:Учпедгиз, 1948. — 112 с.
- Богулавский В. М. Упражнения по логике: Пособие для средней школы. — М.: Учпедгиз, 1952. — 175 с.
- Читаем работы В.И. Ленина по-русски: Метод. пособие для краткосрочных курсов рус. яз. для иностранцев / Сост. В. М. Богуславский, Л. М. Белова, В. М. Чугуенко; М-во высш. и сред. спец. образ. УССР. Харьк. гос. ун-т им. А. М. Горького. — Харьков:ХГУ имени А. М. Горького, 1972. — 115 с.
- История философии: Запад — Россия — Восток : учебник для вузов / А. Б. Баллаев, В. М. Богуславский, М. Н. Громов и др.; под ред. Н. В. Мотрошиловой Рос. акад. наук, Ин-т философии. — 2-е изд., испр. — М.: Академический проект, 2012. (Единый гуманитарный мир. Философия) — (Концепции)

на других языках
- Богулавский В. М. Упражнения по логика: Пособие за средното училище. — Прев. Л. Понева. — София : Народна просвета, 1954. — 126 с.
- Boguslawski W. M. Übungen zur Logik/ Hrsg. im Auftrage des Ministeriums für Volksbildung. — Berlin: Volk und Wissen, 1954. — 171 с.

### Брошюры
на русском языке
- Богулавский В. М. Знание и вера в Бога. — М.: Госполитиздат, 1955. — 64 с.
- Богулавский В. М. В чём состоит основной вопрос философии. — М.: Московский рабочий, 1956. — 83 с. — (Общедоступная библиотечка по философии).
- Богулавский В. М. В чём состоит основной вопрос философии. — 2-е изд., доп. — М.: Московский рабочий, 1958. — 84 с. — (Общедоступная библиотечка по философии).
- Богулавский В. М. Тезисы Маркса о Фейербахе / Канд. философ. наук В. М. Богуславский. — М.: Знание, 1960. — 32 с. — (Брошюры-лекции. Серия 2. Философия/ Всесоюз. о-во по распространению полит. и науч. знаний; 29).

на других языках
- Богуславски В. М. В какво се състои основният въпрос на философията / Прев. от руски: Христо Дионисиев. — София: Изд-во на Бълг. ком. партия, 1958. — 63 с. (Популярна библиотека по марксизъм-ленинизъм).
- Богуславски В. М. Знанието и вярата в Бога/ Прев. от рус.: Наташа Манолова. — София: Изд-во на Бълг. ком. партия, 1958. — 67 с.
- Boguslavski V. Filosofian peruskysymys. — Petroskoi: Karjalan ASNT: n valtion kustannusliike, 1960. — 73 с. — (Filosofian kirjasia).

### Статьи
- Богулавский В. М. Слово и понятие // Мышление и язык. М., 1957
- Богулавский В. М. Проблема истины и её критерия в неопозитивизме // Практический критерий истины в науке. М., 1960
- Богулавский В. М. Гносеология скептицизма и агностицизма // Теория познания. М., 1991

### Научная редакция
- Бейль П. Исторический и критический словарь: перевод с французского: в 2 т. / общ. ред. и вступ. ст. В. М. Богуславского. - [Б. м.] : [б. и.], [20--?]. (Философское наследие).
- Искендеров М. А. оглы. Три недели в Соединённых Штатах Америки: (Путевые записки участника делегации советских государственных деятелей, совершивших поездку по США в январе-феврале 1960 г.) / Лит. обработка В. М. Богуславского. — Баку: Азернешр, 1962. — 116 с.
- Кондильяк Э. Б. де Сочинения: в 3 т.: [перевод с французского] / общ. ред. вступит. статья и примеч. В. М. Богуславского. - М., 1980-1983. (Философское наследие : ФН).
- Ламетри Ж. О. де Сочинения. Философское наследие / общ. ред., вступ. ст. и примеч. В. М. Богуславского. — 2-е изд. — М.: Мысль, 1983. — 509 с.
- Философия в "Энциклопедии" Дидро и Даламбера / Рос. АН, Ин-т философии; Отв. ред. и авт. вступ. ст. В. М. Богуславский. — М. : Наука, 1994. — 720 с. (Памятники философской мысли. Редкол.: Т. И. Ойзерман (пред.) и др.).; ISBN 5-02-008196-5